# Mercédesz Stieber
Mercedes Klara Stieber (Budapest, 4 settembre 1974) è una ex pallanuotista ungherese, naturalizzata italiana, allenatrice del Vasutas.

## Biografia
Inizia la sua carriera sportiva in Ungheria dove vince tre titoli nazionali ed una Coppa dei Campioni con lo Szentes. Giovanissima entra a far parte della nazionale magiara con la quale conquisterà due titoli mondiali, due europei ed una Coppa del Mondo, oltre a diversi ulteriori piazzamenti di prestigio nelle varie competizioni riservate alle rappresentative nazionali.
Arrivata in Italia, si accasa inizialmente con la Polisportiva Gifa Città di Palermo con la quale trionfa in Coppa Len, successivamente si trasferisce all'Orizzonte Catania, conquistando due titoli italiani ed un'altra Coppa dei Campioni. Quindi viene ingaggiata dal Pescara per una stagione e successivamente dalla Fiorentina Waterpolo, con la quale vince uno scudetto, una Coppa dei Campioni ed una Supercoppa LEN. Dopo aver affiancato Gianni De Magistris alla guida della squadra fiorentina per le stagioni 2007-08 e 2008-09, nelle vesti di allenatrice-giocatrice, si trasferisce alla Rari Nantes Imperia con la quale si aggiudica nuovamente la Coppa Len (per ben due volte), la Supercoppa LEN ed il suo 4º titolo italiano,  allenando nel contempo le squadre femminili del settore giovanile.

## Palmarès

### Club
- Campionato ungherese femminile: 3

Szentes: 1993-94, 1994-95, 1995-96
- Campionato italiano: 4

Orizzonte Catania: 2001-02, 2002-03
Fiorentina: 2006-07
Imperia: 2013-14
- LEN Champions Cup: 3

Szentes: 1992-93
Orizzonte Catania: 2001-02
Fiorentina: 2006-07
- Coppe LEN: 3

Palermo: 1999-00
Imperia: 2011-12, 2014-15
- Supercoppa LEN: 2

Fiorentina: 2007
Imperia: 2012

### Nazionale
- Mondiali

Roma 1994: 
Fukuoka 2001: 
Montréal 2005: 
- Coppa del Mondo

Eindhoven 1989: 
Catania 1993: 
Sidney 1995: 
Perth 2002: 
- World League

Long Beach 2004: 
- Europei

Bonn 1989: 
Atene 1991: 
Leeds 1993: 
Vienna 1995: 
Budapest 2001: 
Lubiana 2003: 
Belgrado 2006: 
Malaga 2008: 